# Borodinkvartetten
Borodinkvartetten är en rysk stråkkvartett, bildad i Sovjetunionen 1945 och fortfarande aktiv. Den hette från början Moskvas filharmoniska kvartett, men antog 1955 namnet Borodinkvartetten efter den ryske kompositören Aleksandr Borodin. 2007 lämnade den sista originalmedlemmen, Valentin Berlinskij (cello), kvartetten.